# Temporal (película)
Temporal es una película de Argentina filmada en Eastmancolor dirigida por Carlos Orgambide según su propio guion escrito sobre la novela de Ricardo Cordero que se estrenó el 4 de julio de 2002 y que tuvo como actores principales a Rodolfo Ranni, Ingrid Pelicori, Enrique Liporace y Jean-Pierre Noher.
El filme había sido ya exhibido por televisión por cable en 2001.

## Sinopsis
Triángulo amoroso cuya historia se desarrolla en un pueblo de provincia en la década de 1990, entre un jefe de estación, su esposa y un ingeniero enviado por la empresa de ferrocarril.

## Reparto
- Rodolfo Ranni ... Pujol
- Ingrid Pelicori ... Leticia
- Enrique Liporace ... Castro
- Jean-Pierre Noher ... Daguerre
- Francisco Cocuzza ... Beto
- Héctor Gióvine ... Bazán
- Jorge Azurmendi
- Mariano Dossena ... Lucio

## Candidaturas
Por este filme Pedro Orgambide fue seleccionado para el premio al major guion adaptado de 2003 por la Asociación de Cronistas Cinematográficos de la Argentina.

## Comentarios
Martín Pérez en Página 12 escribió:

”…un film al que la historia le queda corta. Y tal vez sea por eso que sus protagonistas repiten dos veces sus parlamentos, aquí y allá….realmente no tienen mucho más que hacer en el infierno de pueblo pequeño fabricado por un film aún más pequeño y limitado, habitado por personajes de una resignación a tono con una película con muy poco para contar.”

Adolfo Martínez en La Nación opinó:

”Micromundo asficiante…Si el film peca a veces de sentencioso y convencional eso no le resta mérito al esfuerzo de Carlos Orgambide como director que aportó un sólido oficio y una cálida mirada.”

Manrupe y Portela escriben:

”Esmerado intento de recrear la vida pueblerina que se ve afectada por la llegada de un forastero que viene a remover viejas pasiones. Retrato de un momento caracterizado por el proceso de achicamiento de los ramales ferroviarios. Aunque podría haber ahondado un poco más en las relaciones personales.”

## Opiniones de los participantes
En un reportaje, el director del filme Carlos Orgambide declaró en 2002:

"La idea de llevar al cine Temporal...nació hace varios años, y con Estela de la Rosa escribí un primer guion, al que siguió otro en el que intervino mi hermano Pedro en su redacción....si de alguna manera debo calificar Temporal, puedo decir que es una historia de amor y de desamor inserta en un pequeño pueblo, con una variedad de personajes que se desenvuelven entre sus rutinas y sus chismes. Es, también, una trama de soledades, de deseos no cumplidos, de fantasías eróticas...Hay en la trama, y esto es otro de los elementos que me atrajo del libro original, mucho de corrupción y de hipocresía, algo tan de nuestros tiempos....Yo diría que Leticia, el personaje central, es una Madame Bovary provinciana...que de la década del cuarenta, en la que se desarrolla la novela original, la insertamos en la época actual en un pueblo chico con sus alegrías, sus tristezas y sus soledades.

El guionista y hermano del director, Pedro Orgambide declaraba en 1997 sobre el filme a rodarse: 

"...sólo ahora decidimos lanzarnos al largometraje en un proyecto que ronda la cabeza de mi hermano desde hace más de dos años...Temporal...es una historia de amor inserto en un triángulo amoroso...procuramos darle un clima en el que parece que no ocurre nada y, sin embargo, sus criaturas transitan el patetismo y la angustia...tiene que ver con la realidad actual. Con variados personajes el tonto, el opa, el inocente que espía todo se construye ese triángulo amoroso en medio de una violencia que está en el aire y que abarca la problemática de nuestros días...aquí no hay buenos ni malos. Simplemente hay sentimientos encontrados. Hay algo que ocurre cuando no ocurre nada. Todo en "Temporal" está dado por las pequeñas cosas que giran en torno de un tema intimista y del alma de sus personajes".

Por su parte el protagonista Enrique Liporace afirmó:

"Si de alguna manera debería definir Temporal...diría que es muy chejoviana... Parece que a sus criaturas no les pasa nada en su exterior, pero muy dentro de ellas se extienden sus tensiones, sus miedos, su necesidad de huir del lugar de pertenencia y no animarse a dar el paso que los sacará de su vida monótona."